# Myrmarachne simonis
Myrmarachne simonis là một loài nhện trong họ Salticidae.
Loài này thuộc chi Myrmarachne. Myrmarachne simonis được Ottó Herman miêu tả năm 1879.